# Montuemhat
| Y5 · n · V13 | w | Aa13 · F4 | A1 |

| Y5 · n · V13 | w | Aa13 · F4 | A1 |

Montuemhat (egip. Montu jest na czele) – czwarty prorok Amona, zarządca Teb i gubernator Górnego Egiptu, żyjący na przełomie panowania XXV i XXVI dynastii (VII w. p.n.e.). Jego rodzicami byli Nesiptah, również zarządca Teb oraz Asenchebt. Niektórzy sugerują, że jego rodzina posiadała nubijskie korzenie.
Objął faktycznie niezależne rządy w Górnym Egipcie jako zaufany człowiek króla Taharki, gdy ten przeniósł swoją siedzibę z Teb do Tanis w Delcie, w związku z groźbą najazdu Asyryjczyków. Domena podległa Montuemhatowi rozciągała się od wyspy Elefantyny po Hermopolis. Cieszył się ogromnym autorytetem, o czym świadczyć może duża liczba jego posągów oraz wspaniały grobowiec w Tebach Zachodnich. Źródła asyryjskie nazywają go królem, sam jednak nie wpisywał swojego imienia w kartusz.
W 671 p.n.e. po oblężeniu Teb przez Asyryjczyków, został zmuszony zapłacić haracz królowi Asarhaddonowi i złożyć mu hołd. Mimo to pozostał w Egipcie głównym przywódcą opozycji przeciw okupacji asyryjskiej.
Zmarł najprawdopodobniej około 14. roku panowania faraona Psametyka I (650 p.n.e.). Został pochowany w grobowcu numerowanym jako TT34 w nekropolii El-Assasif w Tebach Zachodnich.